# Pniewy (gmina, Grande-Pologne)
Pour les articles homonymes, voir Pniewy.
Pniewy est une gmina mixte du powiat de Szamotuły, Grande-Pologne, dans le centre-ouest de la Pologne. Son siège est la ville de Pniewy, qui se situe environ 24 km au sud-ouest de Szamotuły et à 46 km à l'ouest de la capitale régionale Poznań.
La gmina couvre une superficie de 158,57 km2 pour une population de 11 905 habitants.

## Géographie

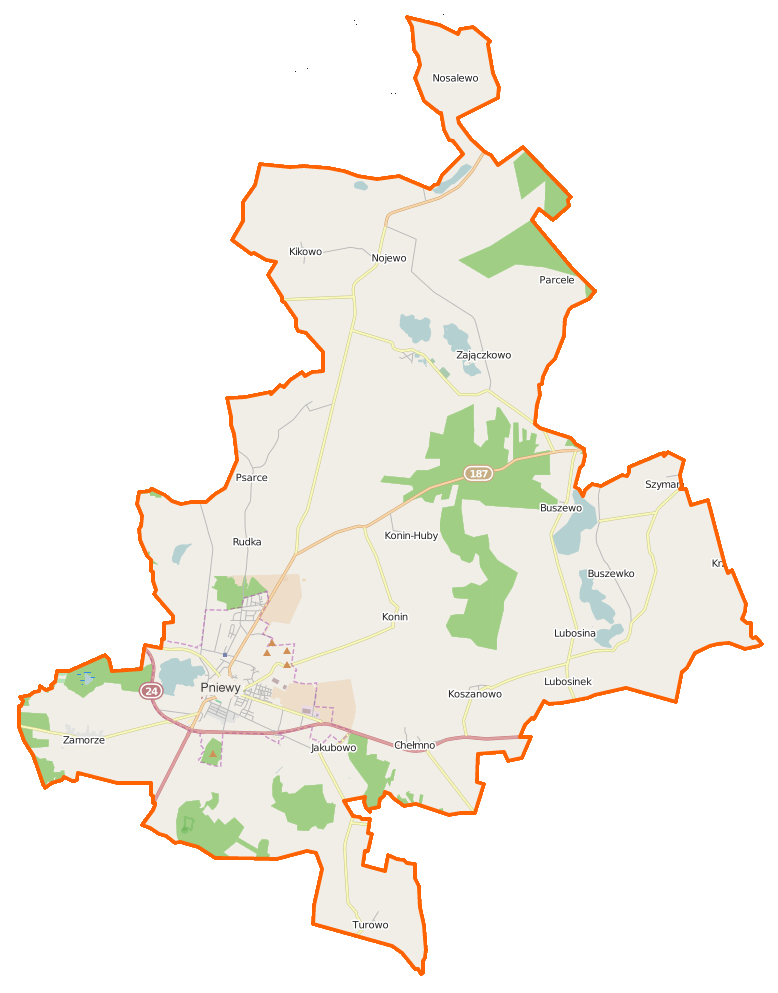
Plan de la gmina.

Outre la ville de Pniewy, la gmina inclut les villages de:
- Buszewo
- Chełmno
- Dębina
- Dęborzyce
- Jakubowo
- Karmin
- Kikowo
- Konin
- Koninek
- Koszanowo
- Lubocześnica
- Lubosina
- Nojewo
- Nosalewo
- Orliczko
- Podpniewki
- Psarce
- Psarskie
- Rudka
- Szymanowo
- Turowo
- Zajączkowo
- Zamorze

### Gminy voisines
La gmina de Pniewy est bordée des gminy de:
- Chrzypsko Wielkie
- Duszniki
- Kwilcz
- Lwówek
- Ostroróg
- Szamotuły
- Wronki

## Structure du terrain
D'après les données de 2002, la superficie de la commune de Pniewy est de 158,57 km2, répartis comme tel :
- terres agricoles : 74 %
- forêts : 16 %

La commune représente 14,16 % de la superficie du powiat.

## Démographie
Données du 30 juin 2004 :
| description        | Total  | Total | Femmes | Femmes | Hommes | Hommes |
| ------------------ | ------ | ----- | ------ | ------ | ------ | ------ |
| Unité              | Nombre | %     | Nombre | %      | Nombre | %      |
| population         | 11 917 | 100   | 6 215  | 52,2   | 5 702  | 47,8   |
| Densité (hab./km²) | 75,2   | 75,2  | 39,2   | 39,2   | 36     | 36     |